# Can I Tell You
«Can I Tell You» es una canción de la banda estadounidense de rock progresivo Kansas.  Fue escrita por Steve Walsh, Rich Williams, Dave Hope y Phil Ehart. Se encuentra en el álbum debut homónimo del grupo, el cual fue publicado en 1974.  Fue lanzado como sencillo promocional en el mismo año por la disquera Kirshner Records.
Este sencillo tiene en la cara B el tema «The Pilgrimage», que fue compuesto por Steve Walsh y Kerry Livgren.
En la canción «Can I Tell You» es interpretada por Steve Walsh y Robby Steinhardt, mientras que en «The Pilgrimage» es Walsh quién canta.

## Lista de canciones

### Lado A
| Side one |                  |                                                      |                                |          |  |
| N.º      | Título           | Escritor(es)                                         | Voz principal                  | Duración |  |
| 1.       | «Can I Tell You» | Steve Walsh / Rich Williams / Dave Hope / Phil Ehart | Steve Walsh / Robby Steinhardt | 3:32     |  |

### Lado B
| Side one |                  |                       |               |          |  |
| N.º      | Título           | Escritor(es)          | Voz principal | Duración |  |
| 2.       | «The Pilgrimage» | Walsh / Kerry Livgren | Steve Walsh   | 3:42     |  |

## Créditos
- Steve Walsh — voz principal (en la canción «Can I Tell You»), piano, órgano y coros
- Kerry Livgren — guitarra y teclados
- Robby Steinhardt — voz principal (en la canción «The Pilgrimage»), violín y coros
- Rich Williams — guitarra
- Dave Hope — bajo
- Phil Ehart — batería